# 下篠崎町
下篠崎町（しもしのざきまち）は、東京都江戸川区東部の地名・町名。住居表示実施済み地域。「丁目」の設定がない単独町名である。
周辺の北篠崎、上篠崎、西篠崎、篠崎町、東篠崎、東篠崎町、南篠崎町と総称で「篠崎」と呼称されることもある。

## 地域
隣接する地域は、北は篠崎町三丁目、東は東篠崎一・二丁目、南は南篠崎町五丁目、西は篠崎町四丁目。
江戸川区南東部に位置する住宅地が広がる町。南北に細長い町域をもつ。

## 地価
住宅地の地価は、2025年（令和7年）1月1日の公示地価によれば、下篠崎町19-21の地点で29万6000円/m2となっている。

## 町名の由来
旧来の「篠崎村」に由来。

## 成立
1932年（昭和7年）の江戸川区成立時に「下篠崎町」として成立。区の成立時には他に上篠崎町、東篠崎町、西篠崎町、南篠崎町、北篠崎町も同時に成立している。現行の町名・町界決定までには、下記の2回の変更を経ている。
1966年（昭和41年）、篠崎地区の町名地番整理（住居表示の実施ではない）により、下篠崎町の大部分は篠崎町一〜七丁目等に変更。篠崎街道以東のごく一部のみが残された。これがほぼ現行の下篠崎町の区域にあたる。
1987年（昭和62年）、当地区にあらためて住居表示が実施され、町名は従来と同じ下篠崎町となった。なお、江戸川区立篠崎第二中学校周辺はもとは南篠崎町の飛地であったが、住居表示実施時に下篠崎町に編入された。また、東篠崎町の最南部に下篠崎町の飛地があったが、これは1987年（昭和62年）の住居表示実施により、東篠崎二丁目1番街区となっている。

## 世帯数と人口
2025年（令和7年）1月1日現在（江戸川区発表）の世帯数と人口は以下の通りである。
- 世帯数 : 1,298世帯
- 人口 : 2,525人

### 人口の変遷
国勢調査による人口の推移。
| 年                 | 人口  |
| ------------------ | ----- |
| 1995年（平成7年）  | 2,870 |
| 2000年（平成12年） | 3,068 |
| 2005年（平成17年） | 3,081 |
| 2010年（平成22年） | 3,035 |
| 2015年（平成27年） | 2,665 |
| 2020年（令和2年）  | 2,531 |

### 世帯数の変遷
国勢調査による世帯数の推移。
| 年                 | 世帯数 |
| ------------------ | ------ |
| 1995年（平成7年）  | 1,129  |
| 2000年（平成12年） | 1,196  |
| 2005年（平成17年） | 1,252  |
| 2010年（平成22年） | 1,295  |
| 2015年（平成27年） | 1,188  |
| 2020年（令和2年）  | 1,211  |

## 学区
区立小・中学校に通う場合、学区は以下の通りとなる(2023年4月時点)。なお、江戸川区では学校選択制度を導入しており、区内全域から選択することが可能。。
| 番地 | 小学校                   | 中学校                   |
| ---- | ------------------------ | ------------------------ |
| 全域 | 江戸川区立篠崎第三小学校 | 江戸川区立篠崎第二中学校 |

## 事業所
2021年（令和3年）現在の経済センサス調査による事業所数と従業員数は以下の通りである。
| 町丁     | 事業所数 | 従業員数 |
| -------- | -------- | -------- |
| 下篠崎町 | 85事業所 | 426人    |

### 事業者数の変遷
経済センサスによる事業所数の推移。
| 年                 | 事業者数 |
| ------------------ | -------- |
| 2016年（平成28年） | 117      |
| 2021年（令和3年）  | 85       |

### 従業員数の変遷
経済センサスによる従業員数の推移。
| 年                 | 従業員数 |
| ------------------ | -------- |
| 2016年（平成28年） | 366      |
| 2021年（令和3年）  | 426      |

## 交通

### 公共交通
鉄道
当町域内に鉄道駅は存在しない。至近の駅からも1km以上離れているため、地区の全域が鉄道利用不便地帯に当たる。以下に最寄駅を挙げる。
- 東京都交通局
  - 新宿線：篠崎駅（篠崎町）、瑞江駅（瑞江）

路線バス
京成バスの新町商店街入口、王子製紙裏門のバス停があり、小岩駅、新小岩駅、篠崎駅、瑞江駅、一之江駅、南行徳駅、新浦安駅にはバスで行くことができる。
- 京成バス
  - 篠01
  - 新小71
  - 小72

主に篠崎街道。江戸川スポーツランド発着便は篠崎駅を経由しない。
  - 小73

主に東京都道307号王子金町江戸川線（柴又街道）
  - 小76
  - 瑞75

### 道路
道路
- 篠崎街道

## 施設
- 江戸川区立篠崎第二中学校

## その他

### 日本郵便
- 郵便番号 : 133-0064[3]（集配局 : 小岩郵便局[16]）。